# Ото VIII (Текленбург)
Ото VIII (IX) фон Текленбург (на немски: Otto VIII von Tecklenburg; * ок. 1480, † 1534) е от 1508 г. до смъртта си граф на Текленбург.

## Произход и наследство
Той е най-възрастният син на граф Николаус III фон Текленбург († 1508) и съпругата му Матилда де Берг с'Херенберг (ок. 1440 – ок. 1510), дъщеря на Вилхелм II де Васенер, граф на Берг, и на Луитгарда фон Бентхайм.
От 1508 г. той управлява графството Текленбург заедно с по-малкия си брат Николаус IV († 1541).

## Фамилия
Ото VIII се жени ок. 1490 г. за Ирмгард фон Ритберг (* ок. 1480), втората дъщеря на граф Йохан I фон Ритберг (ок. 1450 – 1516) и първата му съпруга Маргарета фон Липе (ок. 1450 – 1527), дъщеря на Бернхард VII фон Липе и Анна фон Холщайн-Шауенбург. Те имат децата:
- Конрад фон Текленбург-Шверин (1493 – 1557), от 1534 г. граф на Текленбург, женен на 13 май 1527 г. в Корбах за Матилда фон Хесен (1490 – 1558)
- Ото
- Вилхелм
- Николаус (ок. 1510 – 1534), каноник в Кьолн
- Анна фон Текленбург (ок. 1510 – 1554), омъжена 1530 г. за граф Филип фон Золмс-Браунфелс (1494 – 1581)
- Елизабет фон Текленбург (* ок. 1510), омъжена 1550 г. за граф Лудвиг Албрехт фон Байхлинген († 1557)
- Ирмгард († 1539), абатиса на Квернхайм
- Катарина фон Текленбург († 1560), абатиса на Есен
- Жаклина фон Текленбург († 1563), абатиса на Фреден
- Маргарета